# 積率母関数
確率論や統計学において、確率変数 X の積率母関数またはモーメント母関数（英: moment-generating function）は、期待値が存在するならば次の式で定義される。
{\displaystyle M_{X}(t):=E\left(e^{tX}\right),\quad t\in \mathbb {R} }
積率母関数がそのように呼ばれるのは、t = 0 の周囲の開区間上でそれが存在する場合、それが確率分布のモーメントの母関数であるからである。
{\displaystyle E\left(X^{n}\right)=M_{X}^{(n)}(0)={\frac {d^{n}M_{X}}{dt^{n}}}(0)}
積率母関数がそのような区間について定義される場合、それにより確率分布が一意に決定される。
積率母関数で重要なことは、積分が収束しない場合、積率（モーメント）と積率母関数が存在しない可能性がある点である。これとは対照的に特性関数は常に存在するため、そちらを代わりに使うこともある。
より一般化すると、n-次元の確率変数ベクトル(ベクトル値確率変数) {\displaystyle {\boldsymbol {X}}=(X_{1},\dots ,X_{n})} の場合、{\displaystyle tX} の代わりに {\displaystyle {\boldsymbol {t}}\cdot {\boldsymbol {X}}\equiv {\boldsymbol {t}}^{\intercal }{\boldsymbol {X}}} を使い、次のように定義する。
{\displaystyle M_{\boldsymbol {X}}({\boldsymbol {t}}):=E\left(e^{{\boldsymbol {t}}\cdot {\boldsymbol {X}}}\right)}

## 計算
積率母関数はリーマン＝スティルチェス積分で次のように与えられる。
{\displaystyle M_{X}(t)=\int _{-\infty }^{\infty }e^{tx}\,dF(x)}
ここで F は累積分布関数である。
X が連続な確率密度関数 f(X) を持つ場合、{\displaystyle M_{X}(-t)} は f(x) の両側ラプラス変換である。
{\displaystyle {\begin{aligned}M_{X}(t)&=\int _{-\infty }^{\infty }e^{tx}f(x)\,\mathrm {d} x\\&=\int _{-\infty }^{\infty }\left(1+tx+{\frac {t^{2}x^{2}}{2!}}+\dotsb \right)f(x)\,\mathrm {d} x\\&=1+tm_{1}+{\frac {t^{2}m_{2}}{2!}}+\dotsb \end{aligned}}}
ここで、{\displaystyle m_{i}} は i番目のモーメントである。

### 2つの独立確率変数の和
2つの独立な確率変数の和の積率母関数は次のようになる。
{\displaystyle M_{X+Y}(t)=E\left(e^{t(X+Y)}\right)=E(e^{tX})E(e^{tY})=M_{X}(t)M_{Y}(t)}

### 独立確率変数の総和(一般化)
X1, X2, ..., Xn が一連の独立確率変数で（分布が同一である必要は無い）、
{\displaystyle S_{n}=\sum _{i=1}^{n}a_{i}X_{i}}
としたとき（ai は定数）、Sn の確率密度関数はそれぞれの Xi の確率密度関数の畳み込みとなり、Sn の積率母関数は次のようになる。
{\displaystyle M_{S_{n}}(t)=M_{X_{1}}(a_{1}t)M_{X_{2}}(a_{2}t)\dotsb M_{X_{n}}(a_{n}t).}

## 他の関数との関係
積率母関数に関連して、確率論にはいくつかの変換が存在する。
特性関数
特性関数 {\displaystyle \varphi _{X}(t)} と積率母関数は {\displaystyle \varphi _{X}(t)=M_{iX}(t)=M_{X}(it)} という関係にある。すなわち、特性関数は iX の積率母関数であり、X の積率母関数を虚数軸で評価したものである。
キュムラント母関数
キュムラント母関数は積率母関数の対数として定義される。特性関数の対数をキュムラント母関数とする場合もあるが、通常そちらは「第2」キュムラント母関数と呼ぶ。
確率母関数
確率母関数は {\displaystyle G(z)=E[z^{X}]\,} で定義される。したがって、{\displaystyle G(e^{t})=E[e^{tX}]=M_{X}(t)\,} である。

## 具体例
| 分布                                              | 積率母関数 {\displaystyle M_{X}(t)}                                           |
| ------------------------------------------------- | ----------------------------------------------------------------------------- |
| 二項分布 {\displaystyle B(n,p)}                   | {\displaystyle (1-p+pe^{t})^{n}}                                              |
| コーシー分布                                      | 存在しない。                                                                  |
| 指数分布 {\displaystyle \mathrm {Exp} (\lambda )} | {\displaystyle {\frac {\lambda }{\lambda -t}}} for {\displaystyle t<\lambda } |
| 正規分布 {\displaystyle N(\mu ,\sigma ^{2})}      | {\displaystyle \exp {\left(\mu t+{\frac {\sigma ^{2}t^{2}}{2}}\right)}}       |
| ポアソン分布 {\displaystyle Po(\lambda )}         | {\displaystyle \exp(\lambda (e^{t}-1))}                                       |

## 注
1. ↑  Allan Gut: Probability: A Graduate Course. Springer-Verlag, 2012, ISBN 978-1-4614-4707-8, Chapter 8, Example 8.2.